# Молли Малоун

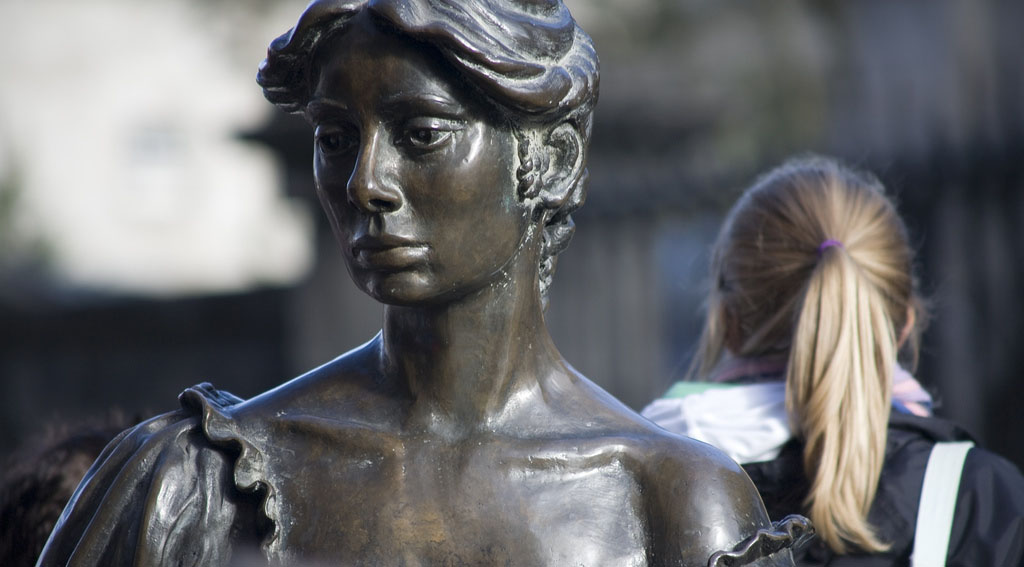
Памятник Молли Малоун на Черч-лэйн в Дублине, Дублин (портретная фотография)

Мо́лли Мало́ун (англ. Molly Malone, также известная как Cockles and Mussels, «Моллюски и мидии», и In Dublin’s fair city) — популярная ирландская песня, ставшая одним из неофициальных символов Ирландии. В песне говорится о красивой молодой девушке, торговавшей на улицах Дублина, и умершей молодой, в лихорадке (не то от брюшного тифа, не то от венерической болезни). Песня включена в «Индекс народных песен Роуда» под номером 16932.
Песня используется фанатами ряда футбольных и регбийных команд, звучит в фильме «Заводной апельсин».

## Текст
| английский текст | ирландский текст | русский текст |
| --- | --- | --- |
| In Dublin’s fair city, where the girls are so pretty, I first set my eyes on sweet Molly Malone, As she wheeled her wheel-barrow, through streets broad and narrow, Crying, «Cockles and mussels, alive, alive, oh!» Припев: «Alive, alive, oh, Alive, alive, oh», Crying «Cockles and mussels, alive, alive, oh». She was a fishmonger, and sure 'twas no wonder, For so were her mother and father before, And they each wheeled their barrow, through streets broad and narrow, Crying, «Cockles and mussels, alive, alive, oh!» (припев) She died of a fever, And no one could save her, And that was the end of sweet Molly Malone. Now her ghost wheels her barrow, through streets broad and narrow, Crying, «Cockles and mussels, alive, alive, oh!» (припев) | I mBaile Átha Cliath ní fhaca mé riamh, Aon chailín níos sciamhaí ná Mol Ní Mhaoileoin, Ag stiúradh a barra, gach áit ins an chathair, Le ruacain is sliogáin, is iad go breá beo! Припев: Is iad go breá beo, is iad go breá beo, Le ruacain is sliogáin, is iad go breá beo. Ba mhangaire éisc í, an cheird di ab éascaí, Ós amhlaidh dá muintir ó chianta fadó, Ag stiúradh a mbarra, gach áit ins an chathair, Le ruacain is sliogáin, is iad go breá beo! (припев) Ach mo chreach is mo dhiachair, fuair Mol bhocht an fiabhras, Agus b'in i an chríoch a bhí le Mol Ní Mhaoileoin, Ach tá taibhse sa chathair, ag stiúradh a barra, Le ruacain is sliogáin, is iad go breá beo! (припев) | Я в Дублине честном, где дамы прелестны Впервые увидел красотку Малоун Тележку катала повсюду, кричала: «Ракушки и мидии, свежие, о!» Припев: «Свежайшие, о, свежайшие, о, Ракушки и мидии свежие, о». Торговала ракушкой её мать-старушка И батюшка Молли, покойный Малоун Тележку таскали повсюду, кричали: «Ракушки и мидии свежие, о!» (припев) Но злая горячка спалила гордячку Ничто не спасло нашу Молли Малоун Её привиденье я видел на Бэйле: «Ракушки и мидии, свежие, о!» (припев) |

## История песни

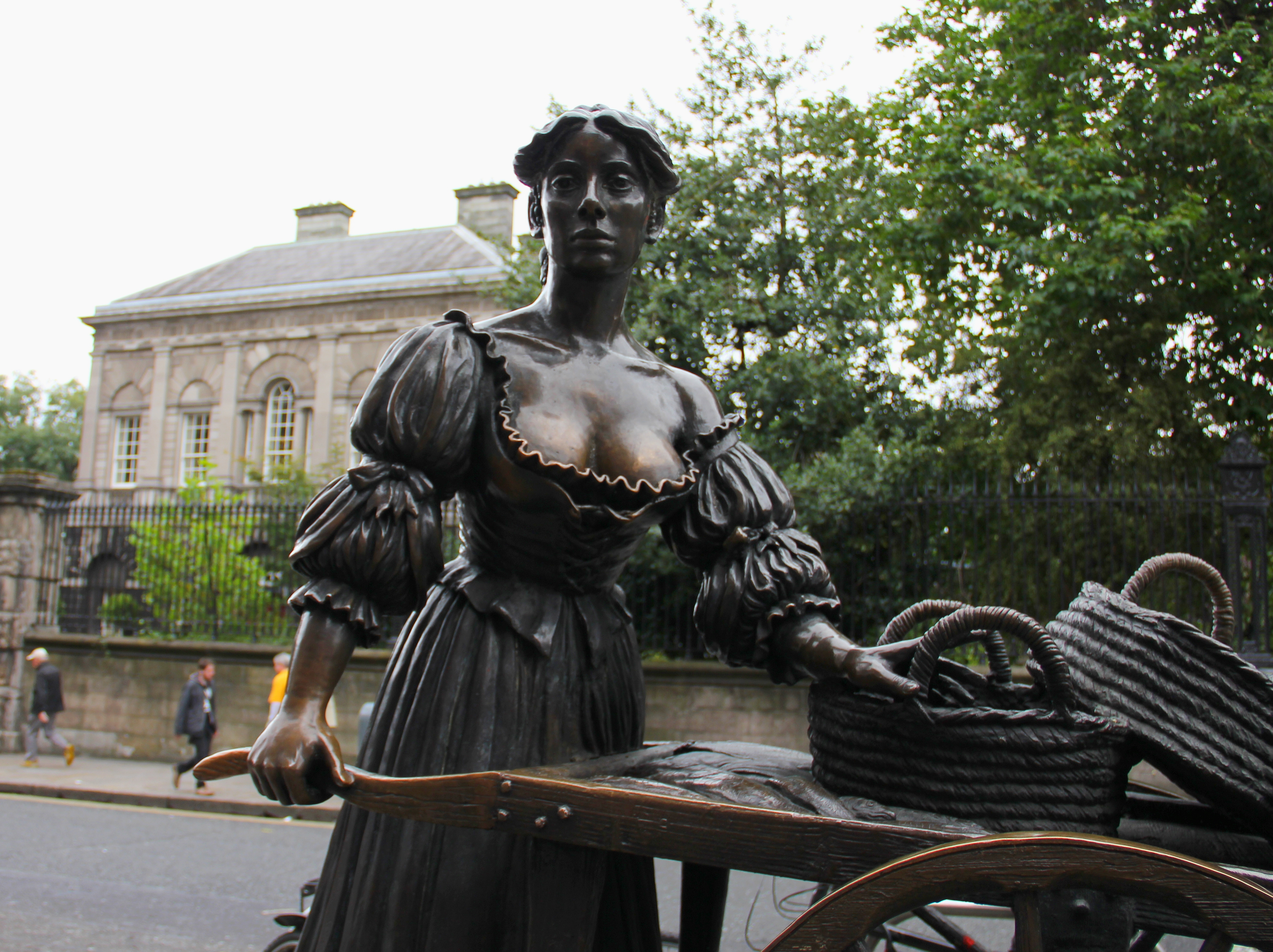
Памятник Молли Малоун на Графтон-стрит, Дублин, 2012 год

Впервые песня была опубликована в 1870—1880 годах, как созданная и записанная Джеймсом Йоркстоном (James Yorkston) из Эдинбурга и аранжированная Эдмундом Форманом (Edmund Forman).
Версий «Cockles and Mussels», датированных ранее 1850 года, не найдено ни в самостоятельном виде, ни в составе сборника ирландских баллад Колма О Лохлайнна. Это позволяет сделать вывод, что она не является традиционной и древней песней.
Самая ранняя версия «Cockles and Mussels» опубликована в Кембридже (штат Массачусетс) в 1883 году, второе датированное издание — в Лондоне, 1884 год, в составе сборника шуточных песен издательства Francis Brothers and Day. В версии 1883 года автор не указан, версия 1884 года описывает песню как шуточную, написанную Джеймсом Йоркстоном и аранжированную Эдмундом Форманом. В более поздних публикациях указано, что песня перепечатана с разрешения Messrs Kohler and Son of Edinburgh; следовательно, существовали и более ранние издания. Ряд последующих изданий песни продолжает указывать Йоркстона как автора, но из-за популярности произведения упоминания автора стали часто опускать, создавая впечатление, что песня является народной.
Песня авторства Йоркстона исполнялась в мюзик-холлах, гостиных, на праздниках и прочих мероприятиях, была процитирована в фильме «Заводной апельсин» 1971 года. Она упоминается в ряде художественных произведений, например, в романе «Зелёные тени, белый кит» Рэя Бредбери.
Песня используется как кричалка фанатами Ирландской интернациональной сборной по регби, Dublin GAA, Leinster Rugby и Gillingham FC. В различные времена её исполняли такие музыканты, как Ронни Дрю, The Dubliners, Джонни Логан, Шинейд О’Коннор, Барри Додд и другие.

## Легенды и факты
Нет ничего невозможного в том, что некая реальная девушка на улице Дублина или Эдинбурга, родного города автора, сыграла роль во вдохновении Йоркстона, но более вероятно то, что изображённая им Молли Малоун — вымышленный собирательный образ. Так как действие происходит в Дублине, песня закономерно имела там особый успех и со временем стала фактически неофициальным гимном города. Особое развитие популярности песни произошло в городе во время празднования тысячелетия, после установки памятника.
Городские легенды говорят о Молли то как о женщине, днём торговавшей моллюсками, а ночью — телом, то, наоборот, как о девушке, которая вопреки всему избегала проституции.
Так как «Молли» — это одно из самых распространённых в Ирландии женских имён, есть множество догадок о том, кто был прообразом Молли Малоун. 22 января 1988 года в церкви Святого Андрея состоялась конференция, где было объявлено, что записи о крещении и захоронении Молли были найдены в церкви Святого Джонна. Эта кандидатура, одобренная Дублинским Комитетом по тысячелетию (Dublin Millenium Committee) умерла 13 июня 1699 года, и поэтому день 13 июня был назначен «Днём Молли Малоун». Считается[кем?], что она прожила 36 лет, и была похоронена во дворе Церкви Святого Иоанн. Легенда о месте её захоронения даже была опубликована в серьёзной научной работе, в качестве одного из аргументов о том, почему нельзя строить на этом месте новое правительственное учреждение (другим аргументом было расположение некогда на этом месте поселения викингов), однако, здание всё же было построено, а кладбище — разрушено.
7 июня 1999 года по радио RTE прозвучала также версия, что Молли Малоун на самом деле звали Пег Воффингтон (Peg Woffington), которая была любовницей Карла II, а «мидии и ракушки» — намёк на женские гениталии. В частности, это говорит о том, что городские легенды о Молли Малоун непрерывно развиваются, и постепенно происходит вытеснение легенд викторианской эпохи современными домыслами.

## Памятник

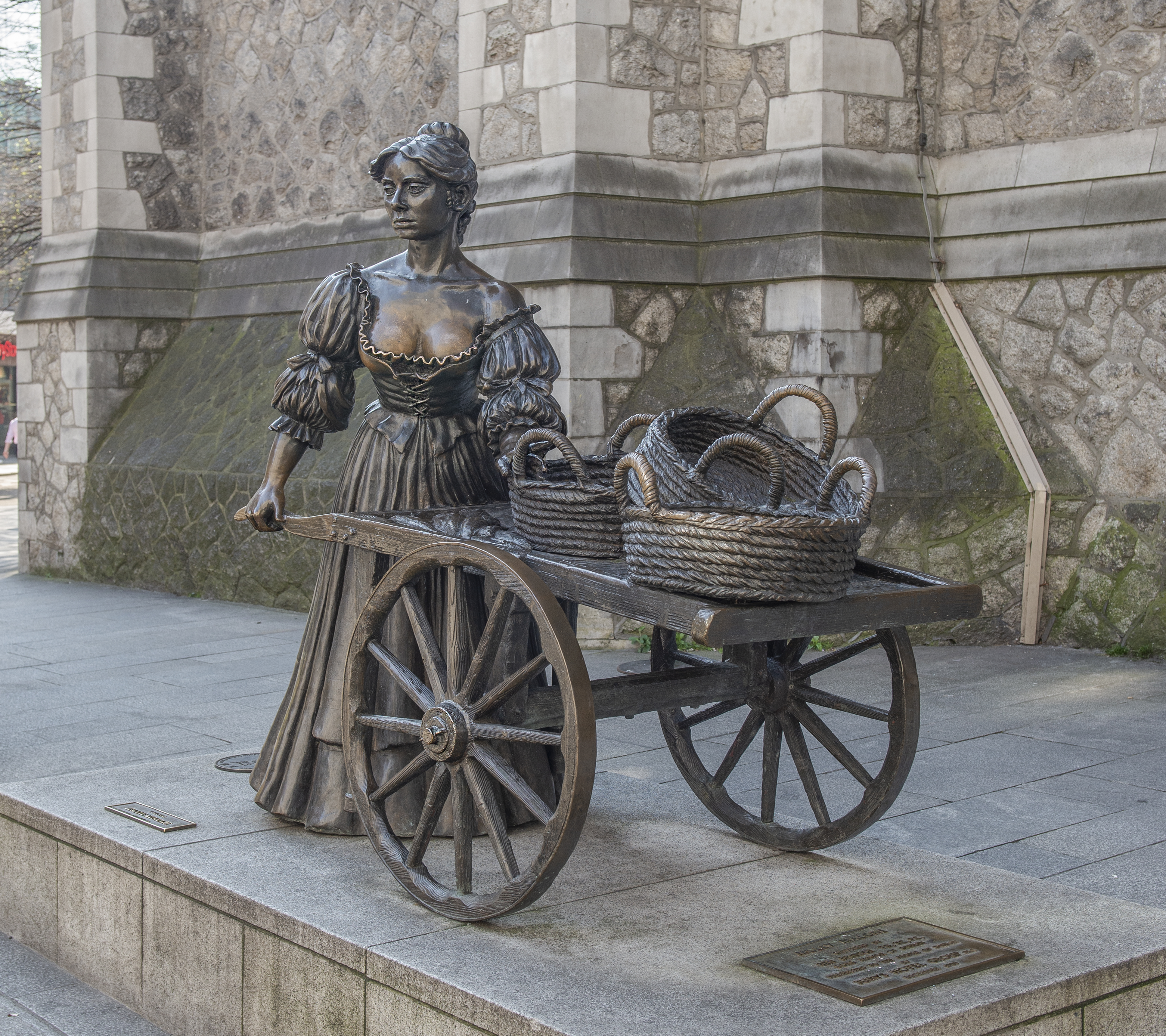
Памятник Молли Мэлоун и ее тележки на нынешнем месте на Саффолк-стрит, Дублин 2022 год

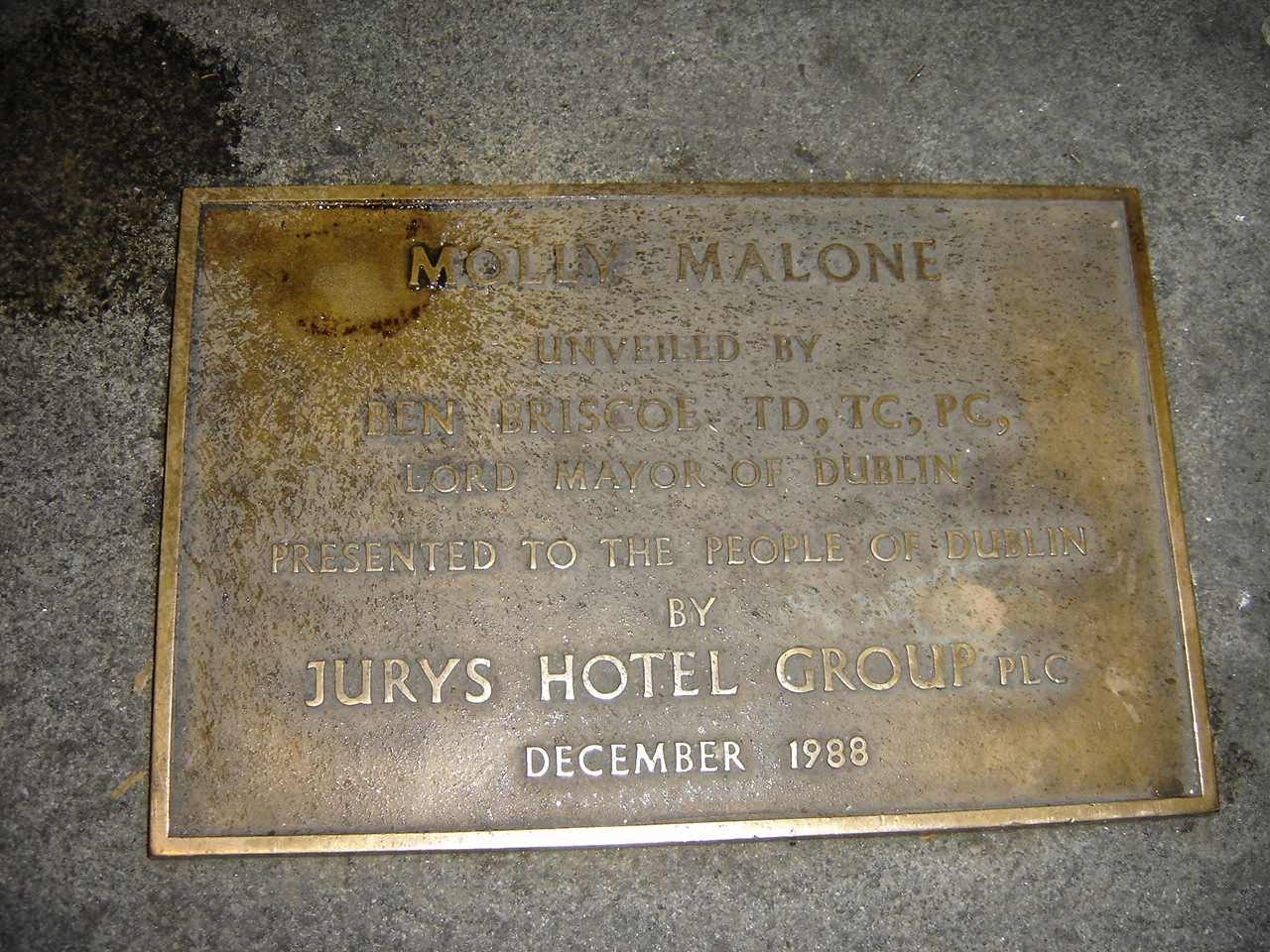
Памятная надпись у подножия памятника

Существует бронзовый памятник Молли, выполненный ирландским скульптором Жанной Ринхарт на средства Jury’s Hotel Group и установленный на перекрёстке Графтон-стрит и Саффолк-стрит (Suffolk Street) в Дублине в 1987 году, в честь тысячелетия города. Расположение было выбрано исходя из идей о том, что «настоящая» Молли была крещена в церкви Святого Андрея, а студенты Тринити-Колледжа были её основными клиентами.
Статую называют «шлюшкой с тележкой» (The Tart With The Cart), «распутницей с моллюсками» (The Trollop With The Scallops), «блюдо с рыбой» (The Dish With The Fish). Статуя изображает молодую девушку с глубоким декольте, одетую в платье XVII века; выполнена она в натуральный человеческий рост. Утверждается, что её декольте столь глубоко от того, что в те времена женщины публично вскармливали детей, и такое платье было для этого удобно.
Критикам статуя не понравилась, однако горожане её полюбили. Образ Молли Малоун используется при изготовлении сувенирной продукции: производятся миниатюрные копии дублинского памятника (статуэтки, магниты, открытки и прочее), памятник является одним из самых фотографируемых мест Дублина и местом встреч.
В апреле 2025 городской совет Дублина принял решение с мая 2025 года, в порядке эксперимента, нанять стюардов для патрулирования статуи Молли Мэлоун, чтобы защитить её от введённой гидами в 2012 году традиции тереть весьма пышную грудь статуи Молли Мэлоун, на удачу. Стюарды будут просить туристов смотреть, но не трогать статую. Из-за активного трения защитное покрытие уже стерлось с бронзы за пару лет, поэтому чтобы сократить расходы на обслуживание статуи, будут наняты стюарды, так как стоимость их найма обойдётся всего в несколько тысяч евро, что во много раз дешевле шестизначной суммы нужной для поднятия высоты постамента и возможно это остановит постоянные домогательства к милой Молли Мэлоун.

## Театр и кино
В кинематографе известны две актрисы, носившие имя Молли Малоун: одна из них, родившаяся 7 декабря 1888 года в Висконсине и умершая 14 февраля 1952 года в Лос-Анджелесе, снималась ещё в немом кино, другая снимается в порнофильмах (в том числе — в лесбийских и хардкоре).
В 25 эпизоде 5-го сезона сериала «Дэниэл Бун» (выход на экраны — 17 апреля 1969 года) обыгрывалась тема песни; эпизод назывался «Sweet Molly Malone».
The Three Wise Monkeys Theatre Company поставили в Сан-Франциско драму «Где-то между или Призрак Молли Малоун» («Somewhere In Between or The Ghost of Molly Malone») по сценарию Аойса Стрэтфорда (Aoise Stratford). В спектакле воспроизводится дух XVII века, в котором жила предполагаемая Молли, параллельно рассказывается история о девушке, живущей в наши[уточнить] времена. После вторжения британских войск под предводительством Оливера Кромвеля в Ирландию Молли была вынуждена отправиться жить в Лондон, где пережила приключения, связанные с общением с Богом, знаменитым преследованием ведьм в Эссексе, и Друри-Лейн. Параллельная история — о девушке Лоис, подростке из чикагского приюта, которая хочет стать актрисой, и в итоге становится, но попадает в дешёвую порноиндустрию. Драматург пытается показать, что как Молли, так и Лоис являются жертвами, которые не могут нормально общаться с обществом.
Критикам спектакль в целом понравился, так как в нём играли хорошие актёры, интересно воспроизводилась атмосфера и акценты произношения. Впрочем, были сделаны замечания о чересчур частой перестановке декораций и о недостаточной связанности рассказываемых историй в первом акте драмы.

## Прочее

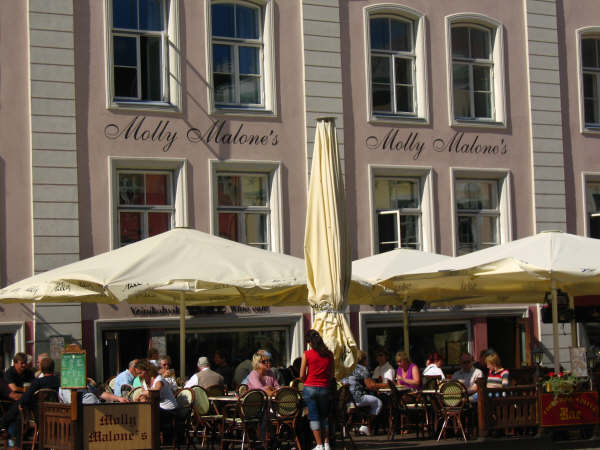
Одноимённый паб в Таллине

По всему миру (в Ирландии, США, России, Финляндии, на Кипре, в Сингапуре, Камбодже и других странах) существуют ирландские пабы, названные в честь Молли Малоун. В честь персонажа названа также одна из сертифицированных школ ирландского танца An Coimisiún Le Rincí Gaelacha.